# Rhaphidura
Rhaphidura (лат.) — род птиц из семейства стрижиных.

## Виды
В состав рода включают два вида птиц (подвидов ни в одном из них не выделяют):
- Rhaphidura leucopygialis
- Rhaphidura sabini

Один из входящих в род видов птиц обитает в Африке южнее Сахары, а другой — в Юго-Восточной Азии. МСОП присвоил обоим этим видам охранный статус LC.

## Описание
Длина тела у представителей обоих видов составляет примерно 11 см. У обоих представителей рода преимущественно блестящее темное оперение и имеется белый участок от крупа до верхних покровов хвоста. Отличаются они деталями окраски.